# 费尔干绢蒿
费尔干绢蒿（学名：Seriphidium ferganense）为菊科绢蒿属的植物。分布于俄罗斯以及中国大陆的新疆等地，生长于海拔2,200米的地区，常生长在盐碱土地区、荒漠边缘、荒漠化草原上、砾沙质斜坡上和干河谷地区，目前尚未由人工引种栽培。